# Vicious Cycle
Vicious Cycle és el desè àlbum d'estudi de la banda estatunidenca Lynyrd Skynyrd i fou publicat l'any 2003.
Fou el primer treball sense el baixista original de la banda, Leon Wilkeson, que va morir durant l'enregistrament de l'àlbum. Tanmateix, apareix en les cançons "The Way" i "Lucky Man", mentre que "Mad Hatter" es va compondre en la seva memòria. El senzill "Red, White & Blue" fou número 1 als Estats Units i el músic Kid Rock va realitzar un remake de "Gimme Back My Bullets" que fou inclosa com a cançó extra al disc.

## Llista de cançons
1. "That's How I Like It" (Rossington, Van Zant, Thomasson, Medlocke, Blair) – 4:33
2. "Pick Em Up" (Van Zant, Medlocke, Hambridge) – 4:20
3. "Dead Man Walkin'" (Rossington, Van Zant, Medlocke, Thomasson, Bowe) – 4:30
4. "The Way" (Rossington, Van Zant, Medlocke, Thomasson) – 5:32
5. "Red White & Blue (Love it or Leave)" (Van Zant, Van Zant, Warren, Warren) – 5:31
6. "Sweet Mama" (Rossington, Van Zant, Medlocke, Thomasson) – 3:59
7. "All Funked Up" (Rossington, Van Zant, Medlocke, Thomasson, Peterik) – 3:33
8. "Hell or Heaven" (Rossington, Van Zant, Medlocke, Peterik) – 5:14
9. "Mad Hatter" (Rossington, Van Zant, Medlocke, Thomasson, Hambridge) – 5:38
10. "Rockin' Little Town" (Rossington, Van Zant, Medlocke, Thomasson, Hambridge) – 3:36
11. "Crawl" (Rossinton, Van Zant, Medlocke, Thomasson, Peterik) – 5:09
12. "Jake" (Rossington, Van Zant, Medlocke, Thomasson, Hambridge) – 3:41
13. "Life's Lessons" (Rossinton, Van Zant, Medlocke, Thomasson, Peterik) – 5:59
14. "Lucky Man" (Rossinton, Van Zant, Medlocke, Thomasson) – 5:35
15. "Gimme Back My Bullets" (Van Zant, Collins) – 3:41 (versió realitzada per Kid Rock)

## Posicions en llista
| Llista           | Posició |
| ---------------- | ------- |
| US Billboard 200 | 30      |

## Personal
- Johnny Van Zant – cantant
- Gary Rossington – guitarra
- Billy Powell – teclats
- Ean Evans – baix
- Michael Cartellone – bateria
- Carol Chase – veus addicionals
- Rickey Medlocke – guitarra, cantant
- Hughie Thomasson – guitarra, veus addicionals
- Dale Krantz Rossington – veus addicionals
- Kid Rock – cantant a "Gimme Back My Bullets"
- Leon Wilkeson – baix a "The Way" i "Lucky Man"